# Walter Bélanger
Pour les articles homonymes, voir Bélanger.
Joseph Armand Walter Bélanger (9 décembre 1928 à Matane, Québec - ) est un homme d'affaires québécois. Il a fondé Béton Provincial, l'un des plus importants fabricants de béton préparé, de béton préfabriqué et de béton bitumineux de l’est du Canada. Très engagé dans sa communauté, il a grandement contribué au développement économique de la région du Bas-Saint-Laurent et de la Gaspésie, ainsi qu’au lancement de nombreuses PME dans plusieurs régions du Québec.

## Biographie
À l’âge de 20 ans, il a déjà son propre commerce de chevaux. En 1960, Bélanger acquiert une société qui fabrique des produits de béton. Il fonde alors Béton Provincial. La compagnie possède plusieurs usines. Ces usines sont implantées dans plusieurs régions du Québec, des maritimes et de l'est de l'Ontario. 
Bélanger a été membre du conseil d’administration de la Société québécoise d'exploration minière, du Comité consultatif régional du Bas-Saint-Laurent–Gaspésie, de la Banque nationale du Canada, de même qu’administrateur et vice-président de la Compagnie de gestion de Matane, qui a exploité le traversier-rail entre Matane et Baie-Comeau de 1973 à 1999. Par ailleurs, il a été président d’honneur de la 25e Traversée du lac Saint-Jean.
Walter Bélanger est membre de l’Ordre du Canada depuis 1999. Il a reçu une Octave Hommage de la Chambre de commerce de la région de Matane, en 2001. Il est fait chevalier de l'Ordre national du Québec en 2005.
Sa fille, France Margaret Bélanger est une avocate et femme d'affaires.